# Gorenjska
Gorenjska is een statistische regio in Slovenië. De regio's vormen in Slovenië geen bestuursniveau: Slovenië kent slechts het gemeentelijke en landelijke bestuur.
Tot Gorenjska behoren de volgende gemeenten:
- Bled
- Bohinj
- Cerklje na Gorenjskem
- Gorenja vas-Poljane
- Gorje
- Jesenice
- Jezersko
- Kranj
- Kranjska Gora
- Naklo
- Preddvor
- Radovljica
- Šenčur
- Škofja Loka
- Tržič
- Zelezniki
- Žiri
- Žirovnica

## Historische regio

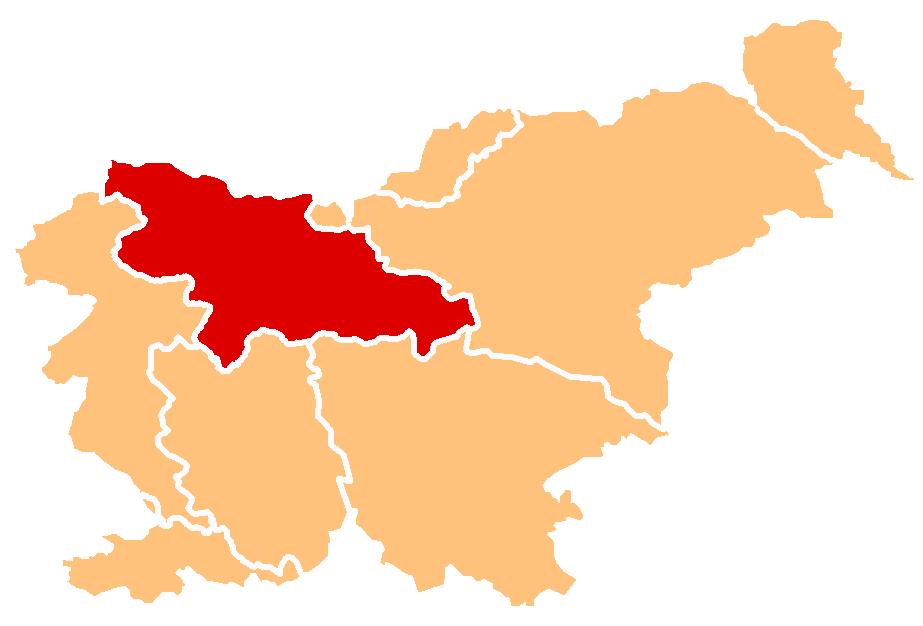
Historische regio Gorenjska

Gorenjska (Duits: Oberkrain of Oberkrainburg) is tevens een historische regio. Gorenjska was onderdeel van het Oostenrijkse kroonland Krain.
Tijdens de Tweede Wereldoorlog (voor Joegoslavië: 1941-1945) werd dit gebied, waar een grote Duitstalige minderheid woonde en dat ooit ook deel uitmaakte van het rijk van Karel de Grote, door nazi-Duitsland geannexeerd en verduitst. Na 1945 werden vele Duitstalige bewoners van het gebied verdreven naar Oostenrijk en Duitsland. Thans komen er nog wel Duitse familienamen voor, maar iedereen spreekt er Sloveens.
Het traditionele centrum van de Gorenjska is Ljubljana (Duits: Laibach). Andere plaatsen zijn Kranj (Krain), Jesenice (Eisenach), Tržič, Škofja Loka, Kamnik (Stein) en Domžale.
Gorenjska · Goriška · Jugovzhodna Slovenija · Koroška · Notranjskokraška · Obalnokraška · Osrednjeslovenska · Podravska · Pomurska · Savinjska · Spodnjeposavska · Zasavska